# Carlos Chávez
Carlos (Antonio de Padua) Chávez y Ramírez (Popotla, 13 juni 1899 - Coyoacán, 2 augustus 1978) was een Mexicaans componist, dirigent, professor in muziek en directeur van het Orquesta Sinfónica Mexicana (later: Orquesta Sinfónica de Mexico).

## Levensloop
Carlos was het jongste van de zes kinderen van het echtpaar Augustin en Juvenica Chávez. Zijn vader overleed toen hij slechts vijf jaar oud was. Zo groeide hij bij zijn moeder Juvenica, directrice van de Openbare school voor jonge meisjes in Popotla, op. Zijn eerste pianoles kreeg hij van zijn broer Manuel Chávez op 9-jarige leeftijd en per brief had hij contact met Asunción Parra, die hem de basis van de muziektheorie leerde. Vanaf 1910 studeerde hij piano bij de in Mexico bekende componist Manuel Ponce.
Bij het uitbreken van de Mexicaanse Revolutie in 1910 werden alle leraressen gedwongen de stad te verlaten en zo kwam het gezin Chavez naar Veracruz Llave. Na het einde van deze revolutie gingen zij weer terug naar Mexico-Stad.
In 1915 wisselde hij van pianoleraar en ging naar Pedro Luis Ogazón, die in 1903 de muziek van Claude Debussy in Mexico introduceerde, en van wie Carlos zegt, dat hij veel voor zijn muzikale ontwikkeling gedaan heeft. Door Ogazón werd hij met de (nieuwe) harmonieleer en muziektheorie van Juan Fuentes vertrouwd gemaakt.
Zijn familie was vele malen op vakantie in Tlaxcala, Michoacán, Guanajuato, Oaxaca en andere plaatsen, waar zij in contact kwam met de sterke culturele invloeden van de indiaanse bevolking van Mexico.
In 1916 stichtte hij met collega's het culturele tijdschrift Gladios en dat was de grondslag voor zijn journalistieke carrière bij het dagblad in Mexico-Stad El Universal in 1924.
Naar de invoering van de nieuwe grondwet in Mexico werd hij de bekendste vertegenwoordiger van de nationale Mexicaanse muziek en balletten met Azteekse thema's. Zijn eerste werken werden 1920 bij de Mexicaanse uitgever Wagner y Levien gepubliceerd.
In 1922 huwde hij met de pianiste Otilia Ortiz en de huwelijksreis ging naar Europa. Deze reis was tegelijkertijd een promotiereis voor zijn eigen muziek en zo kwam het, dat bij de Berlijnse uitgever Bote & Bock de Tweede pianosonate uitgegeven werd. In Parijs sloot hij vriendschap met Paul Dukas, die hem aanmoedigde om zichzelf, net als Manuel de Falla in Spanje, Béla Bartók en Zoltán Kodály in Hongarije, op de oorspronkelijke Mexicaanse folklore en muzikale geschiedenis te concentreren.
Terug in Mexico organiseerde hij concerten met hedendaagse muziek aan de Escuela Preparatoria Nacional en gaf hij bekendheid aan verschillende werken, die niet eerder in Mexico werden uitgevoerd. Zo kwamen werken van Béla Bartók, Arthur Honegger, Darius Milhaud, Francis Poulenc, Erik Satie, Arnold Schönberg, Igor Stravinski en Edgar Varèse, alsook zijn eigen werk op het podium.
Na verschillende vakanties in de Verenigde Staten maakte hij in 1926 een langere reis tot 1928, samen met de Mexicaanse schilder Rufino Tamayo, met wie hij een flat in Greenwich Village bewoonde. Hij sloot spoedig vriendschap met Aaron Copland en Edgar Varèse, die hem met bekende mensen uit de muziekwereld bekendmaakten. In het gevolg kreeg zijn muziek lovende kritieken in de pers en hij werd langzamerhand een veelgevraagd componist.
Na zijn terugkeer naar Mexico werd hij directeur van het Orquesta Sinfónica Mexicana, het eerste beroepsorkest in het land, dat uit een muzikale workshop van muzikanten ontstaan is. Later werd het orkest hernoemd tot Orquesta Sinfónica de México en Chávez bereisde met het orkest het hele land.
In 1928 werd hij directeur van het Conservatorio Nacional de Música en bleef in deze functie voor zes jaar aan. Eveneens was hij daar professor voor compositie.
In 1938 deed hij een hele concertreeks met het NBC Radio Symphony Orchestra, nadat Arturo Toscanini het orkest niet meer dirigeerde. In 1940 volgde een reeks met concerten in het Museum of Modern Arts in New York.
Van 1947 tot 1952 was hij directeur general van het Instituto Nacional de Bellas Artes. In 1947 stichtte hij het Orquesta Sinfónica Nácional de opvolger van het Orquesta Sinfónica de México.

## Composities

### Werken voor orkest

#### Symfonieën
- 1918 Sinfonía, voor orkest
- 1933 Sinfonía de Antígona (symfonie no. 1)
- 1935 Sinfonía índia (symfonie no. 2)
- 1951 Sinfonía no. 3
  1. Introduzione: Andante morderato
  2. Allegro
  3. Scherzo
  4. Finale: Molto lento
- 1953 Sinfonía no. 4 - Sinfonía romántica
- 1953 Symfonie no. 5, voor strijkorkest
  1. Allegro molto moderato
  2. Molto lento
  3. Finale: Allegro con brio
- 1961 Symfonie no. 6, voor orkest
  1. Allegro energico
  2. Adagio molto cantabile
  3. Passacaglia: con anima

#### Concerten voor instrumenten en orkest
- 1937 Concerto, voor vier hoorns en orkest
- 1938 Concerto, voor piano en orkest
- 1948 Concerto, voor viool en orkest
- 1965 Soli III, voor fagot, trompet, altviool, pauken en orkest
- 1975 Concierto, voor cello en orkest
- 1976 Concerto, voor trombone en orkest

#### Andere werken voor orkest
- 1926 Symfonische suite uit het ballet "Los cuatro soles", voor orkest
  1. Danza del hombre
  2. Barco hacia el trópico: Danza agil, Tango y Danza General
  3. El trópico: Huapango y Zandunga
  4. Danza de los hombres y las máquinas
- 1926 Suite de Caballos de vapor
- 1933 Cantos de México para orquesta mexicana
- 1943 Saraband for Strings
- 1943 Suite sinfónica de La hija Cólquide
  1. Preludio
  2. Encantamiento
  3. Zarabanda
  4. Pean
  5. Postludio
- 1947 Toccato, voor orkest
- 1953 Baile cuadro sinfónica
- 1964 Resonancias, voor orkest
- 1967 Elatio
- 1969 Clio, Symphonic Ode
- 1969 Discovery
- 1971 Initium
- 1973 Paisajes mexicanos, Variaciones sinfónicas
  1. Lentamente
  2. Lento
- 1973 Sonate

### Werken voor banda (harmonieorkest en fanfare)
- 1935 Chapultepec - Three Famous Mexican Pieces for Band
- 1974 Mañanas mexicanas
- 1974 Tzintzuntzan - Symphonic Variations for Band
- 1976 Zandunga Serenade

### Cantates
- 1956 Prometheus Bound, cantate

### Muziektheater

#### Opera's
| Voltooid in | titel                                                                  | aktes   | première                                    | libretto                                                                      |
| ----------- | ---------------------------------------------------------------------- | ------- | ------------------------------------------- | ----------------------------------------------------------------------------- |
| 1953        | Panfilo and Lauretta; ook bekend als: Love Propitiated en The Visitors | 3 aktes | 9 mei 1957, New York, Columbia-universiteit | Chester Kallman; Spaanse vertaling: Noël Lindsay en Eduardo Hernández Moncada |

#### Balletten
| Voltooid in | titel                                            | aktes       | première | libretto                 | choreografie  |
| ----------- | ------------------------------------------------ | ----------- | --- | ------------------------ | ------------- |
| 1921        | El fuego nuevo                                   |             | 14 januari 1930, Mexico-Stad, Teatro Arbeau (concertant) | naar een Azteken-legende |               |
| 1925        | Los cuatro soles                                 |             | 22 juli 1930, Mexico-Stad, Teatro Iris (concertant); 30 april 1951, Mexico-Stad, Palacio de Bellas Artes (toneelversie) | naar een Azteken-legende |               |
| 1926        | Caballos de vapor                                | 4 aktes     | 28 november 1926, New York, Aeolian Hall (concertant - uitsluitend 4e deel); 4 december 1931, Mexico-Stad, Teatro Arbeau (concertant - het hele werk); 31 maart 1932, Philadelphia (Pennsylvania), Philadelphia Grand Opera Company (toneelversie) |                          |               |
| 1943        | La hija de Cólquide; ook bekend als: Dark Meadow | 9 taferelen | 23 januari 1946, New York, Plymouth Theatre |                          | Martha Graham |
| 1968        | Pirámide                                         | 4 aktes     | |                          |               |

#### Toneelmuziek
- 1947 Tocata para orquesta, incidentele muziek tot Don Quixote van Miguel de Cervantes Saavedra

### Werken voor koor
- 1916 Himno "En elogio de la espada"
- 1923 Imagen mexicana
- 1934 Llamadas sinfonía proletaria voor koor en orkest
- 1934 El sol - corrido mexicano
- 1942 A! Freedome
- 1946 Canto a la tierra
- 1951 Happy Birthday
- 1968 Fragmento
- 1974 Epistle
- 1974 NOKWIC
- 1972 Nonantzin
- 1939 La Paloma azul
- 1974 A Pastoral
- 1974 Rarely
- 1943 Three Nocturnes
- 1932 Tierra mojada
- 1942 Tree of Sorrow/Arbolucu, te sequeste
- 1974 The Waning Moon
- 1942 A Woman Is a Worthy Thing

### Werken voor slagwerk
- 1942 Toccata para instrumentos de Percusion
- 1964 Tambuco voor zes slagwerkers

## Publicaties
- Pierre Boulez, Pauta 5:49-52 N20 1986
- El dodecafonismo en Mexico, Pauta 439-43 N16 1985